# 31e cérémonie des Television Critics Association Awards
La 31e cérémonie des Television Critics Association Awards (TCA Awards), décernés par la Television Critics Association, a eu lieu le 8 août 2015, et a récompensé les programmes télévisés diffusés au cours de la saison 2014-2015.

## Palmarèseses

### Série de l'année
- Empire

### Meilleure série dramatique
- The Americans

### Meilleure série comique
- Inside Amy Schumer

### Meilleure nouvelle série
- Better Call Saul

### Meilleure mini-série ou meilleur téléfilm
- The Jinx

### Meilleure prestation individuelle dans une série dramatique
- Jon Hamm dans Mad Men

### Meilleure prestation individuelle dans une série comique
- Amy Schumer dans Inside Amy Schumer

### Meilleure émission de téléréalité
- The Chair

### Meilleure émission d'information
- Last Week Tonight with John Oliver

### Meilleur programme pour enfants
- The Fosters

### Heritage Award
- Late Night with David Letterman
- Late Show with David Letterman

### Career Achievement Award
- James L. Brooks